# Elettorato passivo (ordinamento italiano)
(art. 51, comma 1, Costituzione Italiana)
Per elettorato passivo si intende la capacità di un cittadino italiano, avente pieni diritti, a ricoprire cariche elettive.
L'art. 51 Cost. disciplina tale istituto nel nostro ordinamento, considerando tutti i cittadini italiani dell'uno e dell'altro sesso capaci di accedere a pubbliche cariche secondo i requisiti espressi dalla legge in materia e con particolare attenzione alle pari opportunità tra sessi.
Tale istituto si connette inoltre al concetto di ineleggibilità e incompatibilità.

## Ineleggibilità
Per ineleggibilità si intende l'insieme di quelle situazioni previste dalla legge che impediscono la candidatura per cui, anche se la candidatura è presentata e il candidato eletto, l'elezione si considera invalida e inefficace.
Sono ineleggibili alla Camera dei deputati e al Senato:
- Presidenti delle Giunte Provinciali
- Sindaci di Comuni con più di 20 000 abitanti
- Capo e Vice Capo di polizia ed ispettori generali di pubblica sicurezza
- Capi Gabinetto dei Ministeri
- Prefetti, VicePrefetti e funzionari di pubblica sicurezza
- Ufficiali Generali, Ammiragli, Ufficiali Superiori delle Forze armate dello Stato nella circoscrizione del loro comando territoriale
- Magistrati, esclusi quelli in servizio presso le giurisdizioni superiori, nelle circoscrizioni di loro assegnazione o giurisdizione nei sei mesi antecedenti l'accettazione della candidatura
- Diplomatici, Consoli, ViceConsoli non onorari e Ufficiali addetti alle ambasciate, legazioni e consolati esteri sia all'estero che in Italia o coloro con impiego da Governi esteri
- Coloro i quali hanno un determinato rapporto di natura economica con lo Stato
- Componenti della Corte Costituzionale.

Quando sopraggiungono in corso di mandato le cause di ineleggibilità si convertono in cause di incompatibilità, secondo una giurisprudenza che per dieci anni le Camere abbandonarono e che è tornata ad essere applicata come effetto di una pronuncia della Corte costituzionale.

## Incompatibilità
Per incompatibilità si intende quella situazione in cui l'eletto si trova in una situazione di doppia investitura, ovvero, quando il candidato è titolare di più cariche contemporaneamente che non possono coesistere e si trova dunque a dover scegliere tra una delle due.
Sono incompatibili secondo la nostra Costituzione:
- Senatore e Deputato (art. 65, comma 2 Cost.)
- Presidente della Repubblica e qualsiasi altra carica (art. 84, comma 2 Cost.)
- componente del Consiglio Superiore della Magistratura (art. 104 Cost.) o della Corte Costituzionale (art. 135 Cost.)
- appartenente ad un Consiglio o una Giunta Regionale (art. 122 Cost.).

La tematica si interseca con quella del conflitto di interesse, benché si tratti di questioni concettualmente separate.

## Natura non biunivoca dell'elettorato attivo e passivo
Nella nostra Costituzione elettorato attivo e passivo non coincidono.
Per l'appartenenza alla Camera dei deputati l'età non può essere inferiore a 25 anni, per il Senato della Repubblica il requisito sale a 40 anni (artt. 56-58 Cost.).
Il Presidente della Repubblica ha un requisito di elettorato passivo non inferiore a 50 anni (art. 84 Cost.).
Tuttavia, la legge costituzionale 18 ottobre 2021, n. 1, ha modificato l’art. 58 della Costituzione, nella parte in cui prevedeva che i senatori dovevano essere eletti dagli aventi diritto che avevano superato il venticinquesimo anno di età. 
Pertanto, e solo per quanto concerne l'elettorato attivo, Deputati e Senatori sono eletti a suffragio universale e diretto dagli aventi diritto che "abbiano compiuto il 18º anno d’età."

## Non candidabilità
Altro istituto ancora connesso è la non candidabilità.
Per non candidabilità si intende il divieto posto verso determinati soggetti di presentare candidature per elezioni regionali, provinciali, comunali e circoscrizionali. Esso riguarda i condannati con sentenza passata in giudicato per gravi delitti, condannati per uno stesso reato non colposo a pena non inferiore a due anni o coloro sottoposti a misure definitive di prevenzione per reati di stampo mafioso.
Comporta la nullità dell'elezione.
Su di essa si è sviluppato il dibattito sull'applicazione del d.lgs. 235/2012.